# Sthenolepis vulturis
Sthenolepis vulturis är en ringmaskart som först beskrevs av Horst 1917.  Sthenolepis vulturis ingår i släktet Sthenolepis och familjen Sigalionidae. Inga underarter finns listade i Catalogue of Life.